# Mitsubishi B1M
Le Mitsubishi B1M était un bombardier-torpilleur japonais des années 1920. Il a été conçu et construit par Mitsubishi et principalement utilisé lors des conflits contre la Chine.

## Conception et développement
Tout en travaillant avec la société Mitsubishi, le concepteur de l'avion britannique Herbert Smith conçoit le 2MT1 bombardier -torpilleur qui a volé pour la première fois en janvier 1923. Il entre en service dans la marine japonaise sous le code Type 13-1 ou B1M1. D'autres variantes 2MT2 et 2MT3 désignent également le B1M1 dans la marine. Le type redessiné 13-2 est désigné B1M2. La version finale, le Type 13-3 ou B1M3, est désigné par l'entreprise sous le code 3MT2, et en est un de trois places. La production totale est de 443. Le Mitsubishi B1M est propulsé par un moteur Napier Lion ou Hispano-Suiza selon les versions.

## Histoire opérationnelle
Le B1M est entré en service en 1924 et a servi, durant les années 1930, 32 vols dans les porte-avions Kaga et Hōshō. Notamment pendant l'incident de Shanghai en 1932. À partir de 1929, un certain nombre de B1M excédentaires ont été convertis pour usage civil avec une cabine fermée pour les passagers ou le port de marchandises.

## Variantes
- B1M1 (ou 2MT1, 2MT2 et 2MT3) : Version initiale de production alimenté par un moteur Napier Lion de 450 ch. 197 construits.
- 2MT4 : Version expérimentale d'hydravion de reconnaissance. Un construit.
- 2MT5 : Prototype biplace alimenté par un Hispano-Suiza de 450 ch. Un construit.
- B1M2 (ou 3MT1) : Version triplace, basé sur le 2MT5, alimenté par un Mitsubishi Hi. 115 construits.
- B1M3 (ou 3MT2) : Amélioration du B1M2 avec réducteur et hélice modifiée.